# Studia Oecumenica Friburgensia
Studia Oecumenica Friburgensia (Neue Folge der Ökumenischen Beihefte) bzw. Studia oecumenica Friburgensia zur Freiburger Zeitschrift für Philosophie und Theologie ist eine vom Institut für Ökumenische Studien, einer interdisziplinären Forschungseinrichtung der Katholisch-Theologischen Fakultät der Universität Fribourg (Freiburg) in der Schweiz, herausgegebene monografische Reihe, die in Münster bei Aschendorff und in Fribourg (Acad. Press bzw. Inst. für Ökumenische Studien und auch Basel: Reinhardt) erschien. Die Reihe erscheint seit 2006, ihr Vorgänger seit 1968. Vorgängerwart die Freiburger Zeitschrift für Philosophie und Theologie / Ökumenische Beihefte zur Freiburger Zeitschrift für Philosophie und Theologie.
Hilarion Alfeyev beispielsweise mit seiner Einführung in die orthodoxe dogmatische Theologie (unter dem Titel Geheimnis des Glaubens, Band 43) zählt zu den prominenten Autoren der Reihe.
Sie hat die beiden Unterreihen Glaube und Gesellschaft (G&G), hrsg. von Walter Dürr und Andreas Steingruber, und Semaines d'Études liturgiques Saint-Serge (SÉtL), hrsg. von André Lossky und Goran Sekulovski und umfasst die folgenden Bände:

## Bände
- 109 Stefan CONSTANTINESCU: Visitatio Verbi dans les Sermons In Cantica de Saint Bernard de Clairvaux (in Vorbereitung).
- 108 Oliver DÜRR: Homo Novus. Vollendlichkeit im Zeitalter des Transhumanismus (E-Book, PDF). 580 S., 2021.
- 107 Walter DÜRR / Margareta GRUBER / Nicolas MATTER / Karl PINGGÉRA (Hg.): Erneuerung als Gabe und Aufgabe. Beiträge zur Zukunft von Theologie und Kirche (G&G 11). 470 S., 2021.
- 106 Herwig ALDENHOVEN: Lex orandi – lex credendi. Beiträge zur liturgischen und systematischen Theologie in altkatholischer Tradition, hg. von Urs von Arx. VI + 453S., 2021.
- 105 Oliver DÜRR / Ralph KUNZ / Andreas STEINGRUBER (Hg.): Wachet und betet. Mystik, Spiritualität und Gebet in Zeiten politischer und gesellschaftlicher Unruhe (G&G 10). 413 S., 2021.
- 104 Adrian Florentin CRACIUN / André LOSSKY / Thomas POTT (éd.): Liturgies de pèlerinages (SÉtL 66). 294 S., 2020.
- 103 Dom Cyril Pasquier: Approches du millénium. Et si Irénée de Lyon avait raison ? XXI + 808 S., 2021.
- 102 Arnold STEINER: Geistliche Begleitung im Protestantismus: Jean-Daniel Benoît. 108 S., 2020.
- 101 Hitomi OMATA RAPPO: Des Indes lointaines aux scènes des collèges. Les reflets des martyrs de la mission japonaise en Europe (XVIe-XVIIIe siècle). 598 S., 2020.
- 100 Theologie in weltkirchlicher Verantwortung. Die Dokumente der Internationalen Theologischen Kommission (1969–2020), hg. von Barbara Hallensleben. 1016 S., 2022.
- 99 Antoine ARJAKOVSKY / Barbara HALLENSLEBEN (éd.): Le Concile de Florence (1438/39) – une relecture œcuménique. 320 S., 2021.
- 98 Zachary FISCHER: Preparing the Way for a Theological Theology. The Development and Explication of John Webster’s Central Theological Principles. 328 S., 2020.
- 97 Kisincher ANIYEKATTU: Visit of the Holy Spirit. A Theological Evaluation of the Contemporary Pneumatic Phenomenon in the Catholic Charismatic Renewal in the Syro-Malabar Church. 291 S., 2020.
- 96 Stefan WENGER: Reise durch das Alte Testament. Eine theologische Bibelkunde (G&G 9). 231 S., 2020.
- 95 Jean-Claude WOLF: Philosophie des Gebets. Gebetsscham und Langeweile in der Moderne. 138 S., 2020.
- 94 Igna Marion KRAMP CJ: Begegnung mit den Geheimnissen des Lebens Jesu Christi. Zur biblischen Hermeneutik der Exerzitien. 124 S., 2020.
- 93 Ursula SCHUMACHER (Hg.): Abbrüche – Aufbrüche – Umbrüche. Gesellschaftlicher Wandel als Herausforderung für Glaube und Kirche. 289 S., 2019.
- 92 Orthodoxe Kirche in der Ukraine – wohin? Dokumente zur Debatte um die Autokephalie. Übersetzt, kommentiert und herausgegeben von Barbara Hallensleben. 149 S., 2019.
- 91 Oliver DÜRR: Auferstehung des Fleisches. Umrisse einer leibhaften Anthropologie. 175 S., 2020.
- 90 André LOSSKY / Goran SEKULOVSKI / Thomas POTT (éd.): Le corps humain dans la liturgie (SÉtL 65). 401 S., 2019.
- 89 Miroslav VOLF / Matthew CROASMUN: Für das Leben der Welt. Ein Manifest zur Erneuerung der Theologie (G&G 8). 216 S., 2019.
- 88 Paul OBERHOLZER (Hg.): Die Wiederherstellung der Gesellschaft Jesu. Vorbereitung, Durchführung und Auswirkungen. 678 S., 2019.
- 87 Anthony Obikonu IGBOKWE: Albert Schweitzer’s Thoroughgoing De-eschatologization Project as a Secular Soteriology. 369 S., 2019.
- 86 André LOSSKY/Goran SEKULOVSKI/Thomas POTT (éd.): Liturgie et religiosité (SÉtL 64). 471 S., 2018.
- 85 Veni, Sancte Spiritus! Theologische Beiträge zur Sendung des Geistes /Contributions théologiques à la mission de l’Esprit /Theological Contributions to the Mission of the Spirit, hg. von Guido Vergauwen und Andreas Steingruber (G&G 7). 716 S., 2018.
- 84 John JOY: On the Ordinary and Extraordinary Magisterium. 264 S., 2017.
- 83 Maciej ROSZKOWSKI o.p.: „Zum Lob seiner Herrlichkeit“ (Eph 1,12). Der sakramentale Charakter nach Matthias Joseph Scheeben. 259 S., 2017.
- 82 Sarah GIGANDET-IMSAND: Grundlagen einer theologisch verantworteten Ästhetik. Am Beispiel des Hochaltars in der Pfarrkirche von Münster im Wallis. 296 S., 2018.
- 81 Graham TOMLIN: Der Blick durchs Kreuz (G&G 6). 135 S., 2017.
- 80 André LOSSKY /Goran SEKULOVSKI (Hg.): Traditions recomposées : liturgie et doctrine en harmonie ou en tension (SÉtL 63). 412 S., 2017.
- 79 Manuel DÜRR /Oliver DÜRR /Nicolas MATTER: Mit anderen Worten. Wer sucht, wird gefunden, hg. von Ralph Kunz und Joachim Negel (G&G 5). 119 S., 2017.
- 78 Graham Tomlin: Der Geist der Fülle. Die Dreieinigkeit, die Kirche und die Zukunft der Welt (G&G 4). 193 S., 2017.
- 77 André LOSSKY /Goran SEKULOVSKI (Hg.): Nos pratiques homilétiques : enjeux liturgiques et théologiques (SÉtL 62). 222 S., 2017.
- 76 Walter DÜRR /Ralph KUNZ (Hg.): Gottes Kirche re-imaginieren. Reflexionen über die Kirche und ihre Sendung im 21. Jahrhundert (G&G 3). 210 S., 2016.
- 75 Thomas FUDGE: Hieronymus von Prag und die Anfänge der hussitischen Bewegung. Übersetzt von Rainer Behrens u. a. Redaktionell bearbeitet und hg. von Barbara Hallensleben und Olivier Ribordy. XVI + 343 S., 2019.
- 74 André LOSSKY/Goran SEKULOVSKI (Hg.): Liturgie et communication (SÉtL 61). 352 S., 2016.
- 73 Albert-Henri KÜHLEM: Josef Piepers „Denkübung“ im Glauben. 292 S., 2017.
- 72 Jean-Georges GANTENBEIN: Mission en Europe. Une étude missiologique pour le XXIe siècle. 419 S., 2016.
- 71 André LOSSKY/Goran SEKULOVSKI (Hg.): 60 Semaines liturgiques à Saint-Serge: bilans et perspectives nouvelles (SÉtL 60). 323 S., 2016.
- 70 Stefan WENGER: Wanderung zwischen den Welten. Elin und Jakobus über Gott und das Leid (G&G 2). 227 S., 2015.
- 69 André LOSSKY /Goran SEKULOVSKI (Hg.): Liturges et liturgistes : fructification de leurs apports dans l’aujourd’hui des Églises (SÉtL 59). 372 S., 2015.
- 68 Michael QUISINSKY: Katholizität der Inkarnation – Catholicité de l’Incarnation. Christliches Leben und Denken zwischen Universalität und Konkretion „nach“ dem II. Vaticanum. Vie et pensée chrétiennes entre universalité et concrétion (d’)après Vatican II. 474 S., 2016.
- 67 Will COHEN: The Concept of “Sister Churches” in Catholic-Orthodox Relations since Vatican II. Prefaces by Metropolitan Kallistos (Ware) and Cardinal Kurt Koch. 303 S., 2015.
- 66 Daniel EICHHORN: Katholisches Schriftprinzip? Josef Rupert Geiselmanns These der materialen Schriftsuffizienz. 316 S., 2015.
- 65 Walter DÜRR /Stefan WENGER (Hg.), Theologische Bildung und Spiritualität. Wie akademische Theologie kirchliche Praxis inspirieren kann (G&G 1). 176 S. Münster 2015.
- 64 André LOSSKY/Goran SEKULOVSKI (Hg.): Jeûne et pratiques de repentance : dimensions communautaires et liturgiques (SÉtL 58). 322 S., 2015.
- 63 Nicolas Thomas WRIGHT: Rechtfertigung. Gottes Plan und die Sicht des Paulus, hg. von Barbara Hallensleben und Simon Dürr. Übersetzt von Rainer Behrens. 274 S., 2015.
- 62 Viorel IONITA: Towards the Holy and Great Synod of the Orthodox Church. The Decisions of the Pan-Orthodox Meetings since 1923 until 2009. 211 S., 2014.
- 61 Uwe WOLFF: Iserloh. Der Thesenanschlag fand nicht statt, hg. von Barbara Hallensleben. Mit einem Geleitwort von Landesbischof Friedrich Weber und einem Forschungsbeitrag von Volker Leppin. 267 S., 2013.
- 60 Nikolaus WYRWOLL: Ostkirchliches Institut Regensburg. Studierende und Gäste 1963–2013. 283 S., 2013.
- 59 Jürg H. BUCHEGGER: Das Wort vom Kreuz in der christlich-muslimischen Begegnung. Leben und Werk von Johan Bouman. 322 S., 2013.
- 58 Christof BETSCHART: „Unwiederholbares Gottessiegel“. Zum Verständnis der personalen Individualität in Edith Steins philosophisch-theologischem Horizont. 378 S., 2013; 2. ergänzte Auflage 2019.
- 57 Ernst Christoph SUTTNER: Einheit im Glaube – geistgewirkte Vielfalt in Leben und Lehre der Kirche. 151 S., 2013.
- 56 Christoph SCHWYTER: Das sozialpolitische Denken der Russischen Orthodoxen Kirche. Eine theologische Grundlegung auf der Basis offizieller Beiträge seit 1988. VIII + 375 S., 2013.
- 55 Franck LEMAÎTRE : Anglicans et Luthériens en Europe. Enjeux théologiques d’un rapprochement ecclésial. IV + 356 S., 2011.
- 54 Ernst Christoph SUTTNER: Quellen zur Geschichte der Kirchenunionen des 16. bis 18. Jahrhunderts. Deutsche Übersetzung der lateinischen Quellentexte von Klaus und Michaela Zelzer mit Erläuterungen von Ernst Christoph Suttner. IV + 292 S., 2010; 2. überarbeitete Auflage 2017.
- 53 Marie Louise GUBLER: Befreiung verkündigen. Eine Auslegung der Sonntagsevangelien. 466 S., 2010.
- 52 Ernst Christoph SUTTNER: Kirche und Theologie bei den Rumänen von der Christianisierung bis zum 20. Jahrhundert. 258 S., 2009.
- 51 Augustin SOKOLOVSKI: Matrix omnium conclusionum. Den Augustinus des Jansenius lesen. VIII + 322 S., 2013.
- 50 Cyril PASQUIER OSB: Aux portes de la gloire. Analyse théologique du millénarisme de Saint Irénée de Lyon. 176 S., 2008.
- 49 Ernst Christoph SUTTNER: Staaten und Kirchen in der Völkerwelt des östlichen Europa. Entwicklungen der Neuzeit. 484 S., 2007.
- 48 Barbara HALLENSLEBEN und Guido VERGAUWEN (Hg.): Letzte Haltungen. Hans Urs von Balthasars „Apokalypse der deutschen Seele“ – neu gelesen. 360 S., 2006.
- 47 Hilarion ALFEYEV : Le mystère sacré de l’Église. Introduction à l’histoire et à la problématique des débats athonites sur la vénération du nom de Dieu. 448 S., 2007.
- 46 Urs CORRADINI: Pastorale Dienste im Bistum Basel. Entwicklungen und Konzeptionen nach dem Zweiten Vatikanischen Konzil. 560 S., 2008.
- 45 Gottfried Wilhelm LOCHER: Sign of the Advent. A Study in Protestant Ecclesiology. 244 S., 2004.
- 44 Mariano DELGADO und Guido VERGAUWEN (Hg.): Glaube und Vernunft – Theologie und Philosophie. Aspekte ihrer Wechselwirkung in Geschichte und Gegenwart. 248 S., 2003.
- 43 Hilarion ALFEYEV: Geheimnis des Glaubens. Einführung in die orthodoxe dogmatische Theologie. 280 S., 2003; 2. Auflage 2005; 3., verbesserte Auflage 2019.
- 42 Jorge A. SCAMPINI o.p. : „La conversión de las Iglesias, una necesidad y una urgencia de la fe“. La experiencia del Groupe des Dombes como desarrollo de un método ecuménico eclesial (1937–1997). 672 S., 2003.
- 41 Iso BAUMER: Von der Unio zur Communio. 75 Jahre Catholica Unio Internationalis. 536 S., 2002.
- 40 Adrian LÜCHINGER: Päpstliche Unfehlbarkeit bei Henry Edward Manning und John Henry Newman. 368 S., 2001.
- 39 Klauspeter BLASER : Signe et instrument. Approche protestante de l’Église. Avec la collaboration de Christian Badet. 216 S., 2000.
- 38 Kurt STALDER: Sprache und Erkenntnis der Wirklichkeit Gottes. Texte zu einigen wissenschaftstheoretischen und systematischen Voraussetzungen für die exegetische und homiletische Arbeit. Mit einem Geleitwort von Heinrich Stirnimann o.p., hg. von Urs von Arx, unter Mitarbeit von Kurt Schori und Rudolf Engler. 486 S., 2000.
- 37 Marie-Louise GUBLER: Im Haus der Pilgerschaft. Zugänge zu biblischen Texten. 300 S., 1999.
- 36 Iso BAUMER: Begegnungen. Gesammelte Aufsätze 1949–1999. 356 S., 1999.
- 35 Barbara HALLENSLEBEN und Guido VERGAUWEN o.p. (éd.) : Praedicando et docendo. Mélanges offerts à Liam Walsh o.p. 345 S., 1998.
- 34 Son-Tae KIM: Christliche Denkform: Theozentrik oder Anthropozentrik? Die Frage nach dem Subjekt der Geschichte bei Hans Urs von Balthasar und Johann Baptist Metz. 626 S., 1999.
- 33 Guido VERGAUWEN o.p. (éd.) : Le christianisme : Nuée de témoins – beauté du témoignage. 152 S., 1998.
- 32 Marcelo Horacio LABÈQUE : Liberación y modernidad. Una relectura de Gustavo Gutiérrez. 444 S., 1997.
- 31 Bernd RUHE: Dialektik der Erbsünde. Das Problem von Freiheit und Natur in der neueren Diskussion um die katholische Erbsündenlehre. 296 S., 1997.
- 30 Marek CHOJNACKI: Die Nähe des Unbegreifbaren. Der moderne philosophische Kontext der Theologie Karl Rahners und seine Konsequenzen in dieser Theologie. 448 S., 1996.
- 29 Carlos MENDOZA-ÁLVAREZ o.p.: Deus liberans. La revelación cristiana en diálogo con la modernidad: los elementos fundacionales de la estética teológica. XVI + 478 S., 1996.
- 28 Iso BAUMER und Guido VERGAUWEN o.p. (Hg.): Ökumene: das eine Ziel – die vielen Wege. Œcuménisme : un seul but – plusieurs chemins. Festschrift zum 30-jährigen Bestehen des Institutum Studiorum Oecumenicorum der Universität Freiburg (Schweiz). 340 S., 1995.
- 27 Odilo Noti: Kant – Publikum und Gelehrter. Theologische Erinnerung an einen abgebrochenen Diskurs zum Theorie-Praxis-Problem. 256 S., 1994.
- 26 Charles MOREROD: Cajetan et Luther en 1518. Edition, traduction et commentaire des opuscules d’Augsbourg de Cajetan. 2 tomes, 708 S., 1994.
- 25 Gheorghe SAVA-POPA: Le Baptême dans la tradition orthodoxe et ses implications œcuméniques. 312 .S, 1994.
- 24 Guy BEDOUELLE /Olivier FATIO (éd.): Liberté chrétienne et libre arbitre. Textes de l’enseignement de troisième cycle des facultés romandes de théologie. 212 S., 1994.
- 23 Wolfgang BIALAS: Von der Theologie der Befreiung zur Philosophie der Freiheit. Hegel und die Religion. 172 S., 1993.
- 22 Philip KENNEDY OP: Deus Humanissimus. The Knowability of God in the Theology of Edward Schillebeeckx. 460 S., 1993.
- 21 Martin HAUSER: Prophet und Bischof. Huldrych Zwinglis Amtsverständnis im Rahmen der Zürcher Reformation. 292 S., 1994.
- 20 Martin HAUSER (Hg.): Unsichtbare oder sichtbare Kirche? Beiträge zur Ekklesiologie.104 S., 1992.
- 19 Felix SENN: Orthopraktische Ekklesiologie? Karl Rahners Offenbarungsverständnis und seine ekklesiologischen Konsequenzen im Kontext der neueren katholischen Theologiegeschichte. 820 S., 1989.
- 18 Maria BRUN: Orthodoxe Stimmen zum II. Vatikanum. Ein Beitrag zur Überwindung der Trennung. Mit einem Vorwort von Metropolit Damaskinos Papandreou. 272 S., 1988.
- 17 Bruno BÜRKI: Cène du Seigneur - eucharistie de l’Église. Le cheminement des Églises réformées romandes et françaises depuis le XVIIIe siècle, d’après leurs textes liturgiques. Volume A: Textes, 176 S. Volume B: Commentaires. 224 S., 1985.
- 16 Paul Patrick O’LEARY O.P.: The Triune Church. A Study in the Ecclesiology of A.S. Chomjakov. 257 S., 1982.
- 15 Joseph RITZ: Empirie im Kirchenbegriff bei Karl Barth und Hans Küng. 285 S., 1981.
- 14 Richard FRIEDLI: Frieden wagen. Der Beitrag der Religionen zur Gewaltanalyse und zur Friedensarbeit. 252 S., 1981.
- 13 Johannes FLURY: Um die Redlichkeit des Glaubens. Studien zur deutschen katholischen Fundamentaltheologie. 325 S., 1979.
- 12 Jean-Jacques VON ALLMEN: Pastorale du baptême. 197 S., 1978.
- 11 Pietro SELVATICO: Glaubensgewissheit. Eine Untersuchung zur Theologie von Gerhard Ebeling. 183 S., 1977.
- 10 Jean-Jacques VON ALLMEN: La primauté de l’Église de Pierre et de Paul. Remarques d’un protestant. 125 S., 1977.
- 9 Johannes Baptist BRANTSCHEN: Zeit zu verstehen. Wege und Umwege heutiger Theologie. Zu einer Ortsbestimmung der Theologie von Ernst Fuchs. 292 S., 1974.
- 8 Richard FRIEDLI: Fremdheit als Heimat. Auf der Suche nach einem Kriterium für den Dialog zwischen den Religionen. 214 S., 1974.
- 7 Zukunft der Ökumene. Drei Vorträge von Heinrich Stirnimann, Willem Adolf Visser’t Hooft, Hans Jochen Margull. 42 S., 1974.
- 6 Hildegar HÖFLIGER: Die Erneuerung der evangelischen Einzelbeichte. Pastoraltheologische Dokumentation zur evangelischen Beichtbewegung seit Beginn des 20. Jahrhunderts. 224 S., 1971.
- 5 Heinrich STIRNIMANN (Hg.): Interkommunion. Hoffnungen – zu bedenken. Mit Beiträgen von H. Helbling, O.K. Kaufmann, J.-L. Leuba, P. Vogelsanger, H. Vorgrimler, D. Wiederkehr. Internationale Bibliographie, zusammengestellt von J.B. Brantschen und P. Selvatico. 150 S., 1971.
- 4 Heinrich STIRNIMANN (Hg.): Ökumenische Erneuerung in der Mission. Studien von I. Auf der Maur, P. Beyerhaus, H. Rickenbach, E. Wildbolz. 102 S., 1970.
- 3 Heinrich STIRNIMANN (Hg.): Kirche im Umbruch der Gesellschaft. Studien zur Pastoralkonstitution „Kirche in der Welt von heute“ und zur Weltkonferenz „Kirche und Gesellschaft“. Mit Beiträgen von F. Böckle, E.-J. Kaelin, H. Ruh, K. Stalder. Internationale Bibliographie, zusammengestellt von Ph. Reymond. 132 S., 1970.
- 2 Einheit und Erneuerung der Kirche. Zwei Vorträge von Karl Barth und Hans Urs von Balthasar. 37 S., 1968.
- 1 Heinrich STIRNIMANN (Hg.): Christliche Ehe und getrennte Kirchen. Dokumente. Studien von J.-J. von Allmen, G. Bavaud, A. Sustar. Internationale Bibliographie, zusammengestellt von J.B. Brantschen. 124 S., 1968.